# عبد العزيز النهاري
عبد العزيز محمد النهاري اعلامي سعودي، ورئيس تحرير صحيفة عكاظ سابقا. ورئيسا لتحرير البلاد، عمل في مجال الصحافة والتلفزيون لأكثر من 40 عاما، بين البلاد وعكاظ وراديو وتلفزيون العرب. وله العديد من المؤلفات العلمية والمقالات. أما أكاديميا فقد عمل كعضو هيئة تدريس  بجامعة الملك عبدالعزيز، وله العديد من الأطروحات الإعلامية والعلمية المهمة.

## التعليم
- بكالوريوس مع مرتبة الشرف في علوم المكتبات والمعلومات من جامعة الملك عبدالعزيز.
- ماجستير في علوم المكتبات والمعلومات من جامعة ميشيغان الغربية.
- دكتوراه في علوم المكتبات من جامعة كاليفورنيا – لوس أنجلوس.[2]

## الحياة العملية
- عمل في صحيفة عكاظ نائباً لرئيس التحرير، ورئيسا لتحريرها بالتكليف بعد استقالة الدكتور هاشم عبده هاشم، بعد أن تدرج في مشواره الصحفي بين وكالة الأنباء السعودية، وصحف المدينة والجزيرة والبلاد.
- عمل رئيسا لتحرير صحيفة البلاد، لمدة 12 عاما، من عام 1403 هـ حتى عام 1414 هـ.[2]
- أستاذ مساعد بجامعة الملك عبد العزيز.
- عمل نائباً لرئيس تحرير جريدة عكاظ.
- تولى عدة مناصب في راديو وتلفزيون العرب (ART)، حتى تولى منصب المدير العام فيها.
- عضو مجلس إدارة شركة دله للإنتاج الإعلامي.
- عضو مجلس إدارة الصحفيون المتحدة في القاهرة.
- عضو مجلس إدارة الشركة اللبنانية للإنتاج الإعلامي في بيروت.
- عضو مجلس إدارة نادي مجموعة دله البركة.
- عضو شرف نادي الأهلي السعودي الرياضي، وعمل نائب سابق للرئيس.
- عضو الجمعية العمومية، مؤسسة عكاظ للطباعة والنشر.
- عضو اللجنة الثقافية والإعلامية لمؤسسة الملك عبد العزيز ورجاله لرعاية الموهوبين.
- عمل محرر في جريدة المدينة، 1391 هـ - 1394 هـ.
- عمل محرر في جريدة الجزيرة في مكتب جدة، 1395 هـ - 1396 هـ.
- سكرتير تحرير لمجلة أقرأ، 1396 هـ .
- عمل معد ومقدم برامج إذاعية في إذاعة جدة، 1395 هـ - 1397 هـ.[2]

## المؤلفات
- المدخل إلى البحث العلمي ومناهجه - الناشر: وكالة الربوع السعودية للنشر والتوزيع، جدة 1997م.
- المكتبات الوطنية، تاريخها، وظائفها، واقعها - مطبوعات مكتبة الملك فهد الوطنية، الرياض 1994م.
- شيء من القلق، (مجموعة مقالات) - الناشر: وكالة الربوع السعودية للنشر والتوزيع، جدة 1994م.
- مشوار (مجموعة مقالات) - الناشر: وكالة الربوع السعودية للنشر والتوزيع، جدة 1993م.
- دور المكتبات الوطنية في الدول النامية - (باللغة الإنجليزية)، الناشر: مانسيل، نيويورك، لندن 1985م.[4]